# آنتوان هی
آنتوان هی (انگلیسی: Antoine Hey؛ زادهٔ ۱۹ سپتامبر ۱۹۷۰) بازیکن فوتبال اهل آلمان است.
از باشگاه‌هایی که در آن بازی کرده‌است می‌توان به باشگاه فوتبال گراس‌هاپر زوریخ، باشگاه فوتبال اس‌سی فورتونا کلن، باشگاه فوتبال اسنابروک، باشگاه فوتبال آنورتوسیس فاماگوستا، باشگاه فوتبال بیرمنگام سیتی، باشگاه فوتبال شالکه ۰۴، باشگاه فوتبال بریستول سیتی، و باشگاه فوتبال فورتونا دوسلدورف اشاره کرد.